# Донський державний аграрний університет
Донський державний аграрний університет — державний вищий освітній заклад Північного Кавказу, розміщений у Ростовській області, в селищі Персіановський. Колишня назва ВНЗ: Донський сільськогосподарський інститут.
Донський державний аграрний університет — один з найстаріших вишів Росії, створений під час злиття 1962 року Новочеркаського ветеринарно-зоотехнічного інституту (створений 1840 року) та Азово-Чорноморського сільськогосподарського інституту (створений 1907 року).

## Історія
- Новочеркаський ветеринарно-зоотехнічний інститут (НВЗІ, Новочеркаськ)
  - 9 (21) січня 1840 року у Варшаві засновано навчальний заклад Школа ветеринарів у Царстві Польському.
  - 4 грудня 1884 року Школу було перейменовано на Варшавське ветеринарне училище.
  - 29 травня 1889 року Училище було перейменовано на Варшавський ветеринарний інститут.
  - 1915 року, у зв'язку з початком війни, Інститут був евакуйований до Москви.
  - Влітку 1916 року Інститут був переведений до міста Новочеркаськ.
  - 1917 року Варшавський ветеринарний інститут був реорганізований у Донський ветеринарний інститут (ДВІ).
  - 1929 року було ухвалено рішення про створення на базі ДВІ ветеринарно-зоотехнічного інституту.
  - З 1930 до 1934 року новий ВНЗ називався Північно-Кавказьким, а з 1934 до 1941 року — Новочеркаським ветеринарно-зоотехнічним інститутом ім. 1-ї Кінної Армії (НВЗІ).

- Донський інститут сільського господарства та меліорації (ДІСГІМ, Персіанівка)
  - 1 (14) жовтня 1907 року в Персіанівці було відкрито Донське середнє сільськогосподарське училище (ДССГУ) — перший навчальний заклад такого типу на півдні Росії.
  - 1920 року Училище було перейменовано на Сільськогосподарський технікум імені М. В. Кривошликова.
  - У 1918–1922 роках на базі Технікуму сформувався Донський інститут сільського господарства та меліорації (ДІСГІМ).
  - Після завершення Німецько-радянської війни інститут отримав назву Азово-Чорноморського сільськогосподарського інституту.

1962 року на підставі постанови Ради Міністрів РРФСР (від 27.09.1960) та наказу Міністра сільського господарства РРФСР (від 25.01.1962) Новочеркаський ветеринарно-зоотехнічний інститут ім. 1-ї Кінної Армії було об'єднано з Азово-Чорноморським сільськогосподарським інститутом та реорганізовано на базі останнього у Донський сільськогосподарський інститут (ДСГІ).
5 липня 1993 року ДСГІ отримав новий статус — Донський державний аграрний університет.

### Ректори
Ректором об'єднаного інституту 1962 року був призначений професор Пантелеймон Ладан (1908–1983).
1980 року ректором ДСГІ став професор Володимир Степанов (1938–2002).
З жовтня 2002 року ректором ДонДАУ є Анатолій Бараніков.

## Діяльність
Донський ДАУ навчає понад 6000 студентів за 20 спеціальностями, має 6 факультетів, 40 кафедр, понад 400 викладачів, з яких 60 — професори. За роки свого існування державний аграрний університет підготував понад 80 тисяч спеціалістів. За видатні заслуги з підготовки висококваліфікованих кадрів для сільського господарства та з розвитку аграрної науки Указом Президії Верховної Ради СРСР від 27 жовтня 1966 року колектив інституту було нагороджено орденом Трудового Червоного Прапора.

### Факультети
- Агрономічний
- Ветеринарної медицини
- Технології сільськогосподарського виробництва
- Біотехнології, товарознавства й експертизи товарів
- Економічний
- Педагогічний
- Факультет заочного навчання

В університеті також є:
- Центр додаткової професійної освіти та міжнародних зв'язків (ЦДПО та МЗ)
- Підготовчі курси

## Випускники та працівники НЗВІ—ДСГІ—ДонДАУ
- Єлісеєв Микола Васильович — керівник Головполювання РРФСР
- Єрмін Лев Борисович — перший секретар Пензенського обкому КПРС (1961—1979), перший заступник голови Ради Міністрів РРФСР (1979—1989), голова Державного агропромислового комітету РРФСР (1985—1989)
- Ніконов Віктор Петрович — міністр сільського господарства РРФСР (1983—1985), секретар ЦК КПРС (1985—1989)
- Піщик Григорій Максимович — повний Кавалер ордена Слави
- Попов Костянтин Семенович (1906—1970) — радянський вчений в галузі виноробства
- Скрябін Костянтин Іванович — академік АН СРСР, російський біолог, засновник гельмінтологічної науки в Росії